# Piuma di gallina
Piuma di gallina (The White Feather) è un cortometraggio muto del 1913 diretto da W.J. Bauman (William J. Bauman).

## Produzione
Il film fu prodotto dalla Vitagraph Company of America.

## Distribuzione
Distribuito dalla General Film Company, il film - un cortometraggio in una bobina - uscì nelle sale cinematografiche statunitensi il 20 ottobre 1913. In Italia, con il visto di censura 1983 del dicembre 1913, fu distribuito dalla Ferrari con il titolo Piuma di gallina o, in alternativa, come Scherzo di gelosia.